# Sceloporus subniger
Sceloporus subniger (толукська купинна ігуана) — вид ігуаноподібних ящірок родини фриносомових (Phrynosomatidae). Ендемік Мексики.

## Поширення і екологія
Толукські купинні ігуани мешкають в горах на території мексиканських штатів Мічоакан, Керетаро, Ідальго і Мехіко. Вони живуть в різноманітних природних середовищах, зокрема в соснових лісах, в купинах трави та в тріщинах серед скель, трапляються на полях і пасовищах. Зустрічаються на висоті від 1850 до 3600 м над рівнем моря. Є живородними.